# Snake (videojuego de 1998)
Snake (en finés: Matopeli), también conocido coloquialmente como el juego de la serpiente, es un videojuego para móvil de 1998 creado por Taneli Armanto como uno de los tres juegos incluidos en el teléfono móvil Nokia 6110. En el juego, el usuario controla una serpiente que va recolectando orbes que le dan puntos y hacen que la serpiente crezca en tamaño mientras evita chocar con las paredes o comerse su propio cuerpo.
El juego fue desarrollado por Armanto después de que el equipo de mercadotecnia de Nokia quisiera incluir más opciones personalizadas en su nuevo teléfono. Después de intentar inicialmente desarrollar un juego tipo Tetris, Armanto comenzó a desarrollar un juego del género de videojuegos de serpientes, con el que estaba familiarizado por los juegos de computadora más antiguos.
Junto al resto de juegos incluidos con el teléfono, Snake fue el primer videojuego con sonido lanzado para teléfonos móviles. Este creció hasta alcanzar una gran popularidad y se celebraron torneos en Finlandia y Australia. En noviembre de 2012, el Museo de Arte Moderno de Nueva York anunció que añadiría Snake a su colección de los 40 juegos electrónicos más famosos.

## Jugabilidad
En Snake, el jugador controla una serpiente mediante el teclado numérico del teléfono. Se puede mover en cuatro direcciones dentro de un cuadro del tamaño de la pantalla. El objetivo es recolectar los orbes que aparecen periódicamente y que aumentan la puntuación, así como la longitud de la serpiente. Chocar con una pared o el cuerpo de la serpiente hará finalizar la partida.

## Desarrollo
Snake fue programado por Taneli Armanto, quien formaba parte del grupo responsable del diseño de la interfaz en Nokia, cerca de su ciudad natal en Finlandia. El equipo de mercadotecnia de Nokia le pidió al equipo de Armanto que desarrollara nuevas aplicaciones para el teléfono, ya que querían que los clientes tuvieran más cosas que hacer con su dispositivo. Armanto recibió el trabajo de desarrollar un juego, ya que sus compañeros creían que tenía experiencia en el desarrollo de juegos, aunque no era así.
Myers inicialmente pensó en desarrollar un juego similar al Tetris, pero no pudo hacerlo debido a problemas de derechos. Los juegos de serpientes eran un concepto establecido desde hacía mucho tiempo, que se remonta al videojuego arcade Blockade de 1976 y a juegos domésticos como Snake Byte (1982). Armanto decidió crear una variación de ellos, afirmando que «tomó prestadas respetuosamente algunas ideas de títulos existentes». La elección final para crear Snake implicó la conexión por infrarrojos para permitir la transmisión inalámbrica de datos entre dispositivos, ya que Armanto consideró que esto podría aplicarse a una versión multijugador del juego. Como el nuevo teléfono Nokia estaba en su etapa prototipo, Armanto desarrolló el juego para un dispositivo de la generación anterior. El modo para dos jugadores no se probó porque el teléfono anterior carecía de infrarrojos.
Armanto no tenía restricciones más allá del tamaño del juego y las imágenes, ya que todo el sistema operativo del teléfono solo podía tener un megabyte de memoria y la pantalla era monocromática de baja resolución. Los gráficos del juego fueron programados directamente en código de máquina.

### Lanzamiento

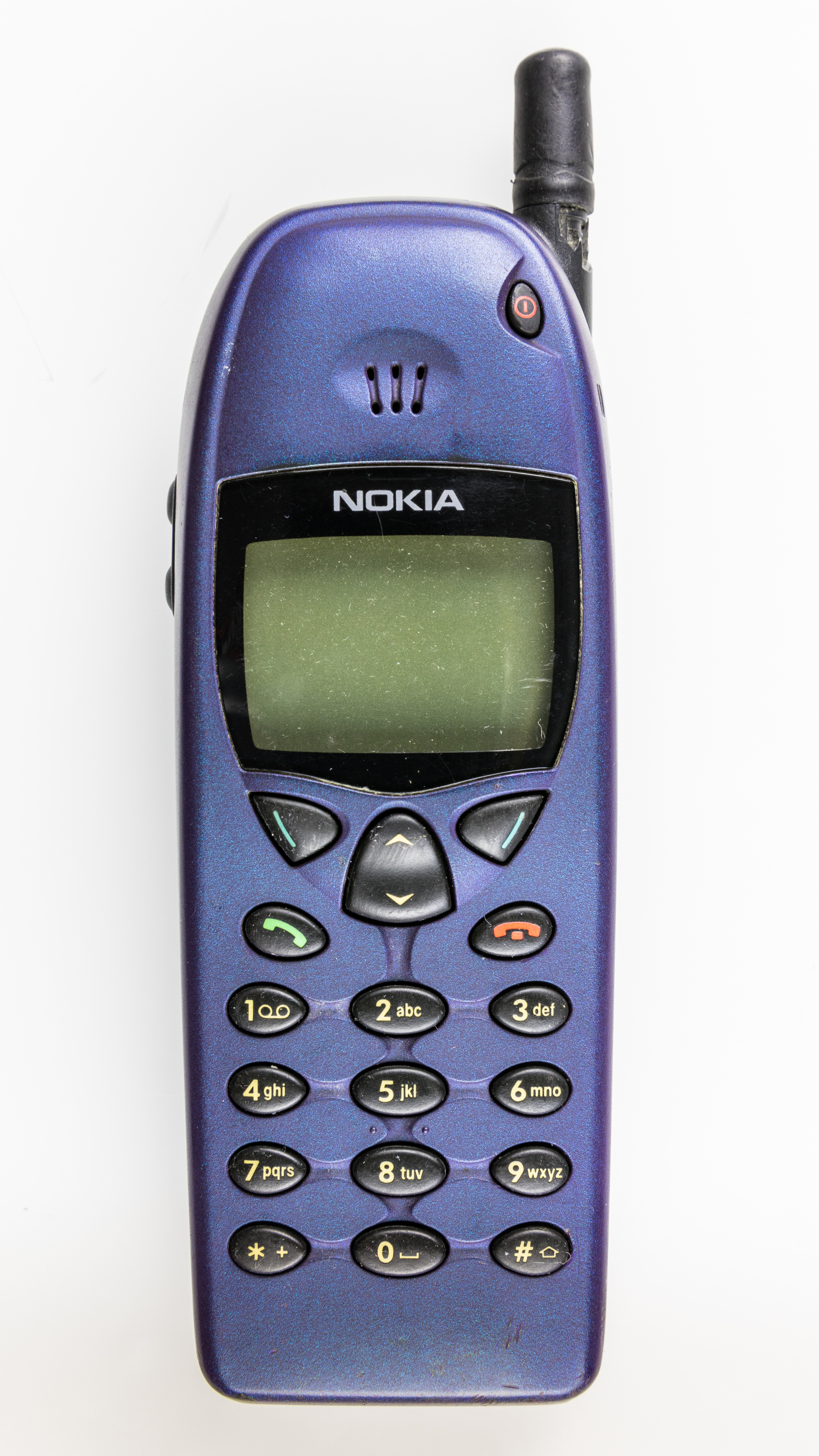
Snake se incluyó por primera vez en el Nokia 6110.

Snake se estrenó para el Nokia 6110 en 1998. El título Snake se tradujo como «Käärme» para el público finlandés, lo que Armanto sintió que era un poco «incómodo» para los finlandeses, por lo que lo tituló Matopeli; algo así como «juego de gusanos». En España el título se llamó Snake, aunque coloquialmente todo el mundo le llamó «el juego de la serpiente». Junto con Snake, el teléfono también incluía un juego de lógica simple (Logic) y un juego de memoria (Memory).

### Sucesores
Se lanzaron varias versiones del juego antes de la versión final en 2007. Las secuelas fueron realizadas sin la participación de Armanto, llevadas a cabo por equipos más grandes. Snake II se incluyó en el Nokia 7110. Snake III también se lanzó en 2005 para los teléfonos J2ME de la serie 40. Snakes se lanzó en 2005 en N-Gage. El título final fue Snakes Subsonic en 2008 para N-Gage 2.0.
En 2017, Gameloft desarrolló y lanzó la versión 2017 de Snake como juego preinstalado para varios dispositivos Nokia de la serie 30+ y KaiOS, como Nokia 3310 (2017), Nokia 8110 4G, Nokia 2720 Flip y Nokia 5310 (2020).

## Recepción y legado
Según Nokia, existen 350 millones de copias del juego en todo el mundo, aunque Armanto cree que el número probablemente sea mucho mayor. A principios del milenio, Nokia organizó dos Campeonatos Finlandeses de Snake. Se celebraron eventos similares a nivel mundial, como en Australia, donde 30 jugadores lograron obtener la puntuación más alta posible, 2008 puntos en el nivel de dificultad más alto. En su libro Replay: The History of Video Games, Tristan Donovan afirmó que el juego era simple y atractivo, diseñado para jugarse en sesiones cortas, y declaró que los juegos de móvil tomaron el nicho que alguna vez tuvieron las salas de recreativos al brindar breves momentos de juego con la ventaja de las funciones de comunicación y movilidad.
Algunas fuentes afirman que Snake fue el primer juego para teléfono móvil, aunque hubo un juego similar al Tetris para el Hagenuk MT-2000 en 1994, cuatro años antes. Quinn Myers de la revista MEL describió a Snake como el primer juego de móvil importante. Fue el primer teléfono móvil que incluyó un juego con sonido. En noviembre de 2012, el Museo de Arte Moderno de Nueva York anunció que quería añadir Snake a su colección de juegos electrónicos importantes.
En 2015, Armanto lanzó un sucesor espiritual de Snake en asociación con Rumilus Design, llamado Snake Rewind.